# Omeisaurus jiaoi
Omeisaurus jiaoi es una especie dudosa del género extinto Omeisaurus ("lagarto de Omei") de dinosaurio saurópodo eusaurópodo que vivió a finales del período Jurásico, hace aproximadamente entre 163 millones de años, en el Oxfordiense, en lo que es hoy Asia. Su espécimen tipo es ZDM 5050, un esqueleto parcial. Fue encontrado en la "Cantera de Dinosaurio de Dashanpu", que se encuentra en una arenisca y lutita lacustre de la Formación Shaximiao de China.